# Ткачик сан-томейський
Тка́чик сан-томейський (Ploceus sanctithomae) — вид горобцеподібних птахів ткачикових (Ploceidae). Ендемік Сан-Томе і Принсіпі.

## Опис
Довжина птаха становить 14 см, вага 20-24 г. У самців верхня частина голови чорна, обличчя і нижня частина тіла оранжево-охристі, верхня частина тіла темно-коричнева, на крилах дві світлі смуги. Забарвлення самиць подібне до забарвлення самців, однак дещо тьмяніше. Молоді птахи мають ще менш яскраве забарвлення, нижня частина тіла у них переважно білувата.

## Поширення і екологія
Сан-томейські ткачики є ендеміками острова Сан-Томе. Вони живуть у вологих рівнинних і гірських тропічних лісах, зустрічаються на висоті до 1600 м над рівнем моря. Живляться переважно насінням, а також комахами, гусінню і нектаром. Сезон розмноження триває з липня по лютий. Сан-томейські ткачики є моногамними.